# Savage Model 110
El Savage Model 110 es un rifle de repetición de cerrojo fabricado por Savage Arms . Fue diseñado en 1958 por Nicholas L. Brewer y patentado en 1963. El Modelo 110 ha estado en producción desde entonces, siendo hasta la fecha el rifle de cerrojo de los EE. UU. producido continuamente por más tiempo.

## Historia
El Modelo 110 fue desarrollado como una opción práctica y acequible para los cazadores. Su número de modelo se deriva de su precio de venta inicial de $ 109,95. Originalmente se fabricó en .30-06 Springfield y .270 Winchester . Para 1959, se introdujo una versión de acción corta, para los calibres .243 Winchester y .308 Winchester . El mismo año, el Modelo 110 fue el primer rifle comercial de cerrojo vendido en una configuración para zurdos.
En 1966, se modificó el diseño del Modelo 110 para hacer más eficientes los costos de producción, introduciendo un nuevo gatillo ajustable y un nuevo cerrojo con un eyector tipo émbolo que pasa a través de la cara del cerrojo, el cual permitió el uso de cacerinas. Ese año también se introdujo un modelo con una placa de piso con bisagras.
Cuando Savage Arms se declaró en bancarrota en 1988, la empresa redujo su línea de productos a solo los rifles modelo 110 más básicos. Desde entonces, el diseño ha logrado que la empresa vuelva a la vida como uno de los fabricantes de rifles de cerrojo más grandes de Estados Unidos.

## Diseño

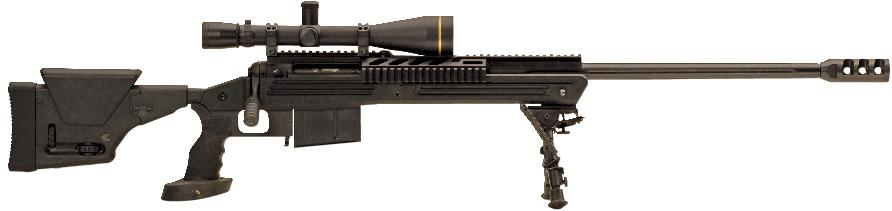
Salvaje 110 BA

El Modelo 110 fue diseñado para ser económico desde el principio, por lo tanto, muchas de sus piezas más pequeñas están hechas de fundición de inversión y estampados de acero. La acción y el cañón están hechos de barras de acero forjado.
El cañón se enrosca al cajón de mecanismos y se fija a través de una contratuerca. Este sistema permite cambiar los cañones o ajustar el espacio libre con relativa facilidad, lo que lo convierte en un rifle extremadamente preciso pero económico.
El cerrojo es de fácil fabricación. Consta de un tubo con un deflector delantero giratorio y la cabeza del cerrojo (con orejetas de bloqueo).
La cabeza del cerrojo del modelo 110 tiene un diseño "flotante" que consiste en un resorte plano ubicado detrás del deflector delantero. Este movimiento asegura el contacto de las orejetas de bloqueo con el receptor y, por lo tanto, el espacio de cabeza se mantenga al mínimo cada vez que se bloquea el cerrojo. Esta característica es un factor importante que contribuye a la precisión del rifle.
Cada tipo de cabeza de cerrojo incluye un medio diferente de expulsión del cartucho. Las cabezas de los pernos de avance por empuje utilizan un eyector tipo émbolo montado en la cara del perno. Las cabezas de los pernos de alimentación redonda controlada tienen un corte de alivio para que pase un eyector plegable cargado por resorte montado en el receptor a medida que se retrae el perno.

## variantes
- 110 Predator - anteriormente el 10/110 Predator
- 110 Tactical — anteriormente el 10 FCP-SR
- 110 Hunter - anteriormente el 11/111 FCNS
- Long Range 110: anteriormente cazador de largo alcance 11/111
- 110 Scout - anteriormente el 11 Scout
- 110 Storm - anteriormente el Weather Warrior 16/116
- 110 Bear Hunter — anteriormente 16/116 Bear Hunter
- 110 Wolverine: nuevo en la serie, recámara en .450 Bushmaster

El Savage 110 Varmint está diseñado para la caza de coyotes y otras alimañas . El Varmint está equipado con funciones AccuTrigger y AccuStock; Esto permite a los tiradores personalizar el peso del gatillo, la altura del peine y la longitud del tirón . El Varmint está disponible en calibres que incluyen .204 Ruger, .223 Remington y .22-250 Remington.
En 2019, Savage presentó la variante 110 Prairie Hunter. El Prairie Hunter está alojado en .224 Valkyrie. Cuenta con los sistemas AccuTrigger, AccuStock y AccuFit. Tiene un cañón roscado de 22 pulgadas. Savage dice que es más adecuado para disparar alimañas y depredadores.
En 2019, Savage lanzó la variante 110 High Country. El High Country está disponible en diferentes versiones que albergan 11 tipos de munición. El High Country tiene un cerrojo y un cañón acanalados en espiral. Tiene una culata sintética camuflada. Está equipado con los sistemas AccuTrigger, AccuStock y Accufit.